# Angela Borgia
Angela Borgia (in spagnolo: Àngela de Borja-Llançol de Romaní i de Montcada; Roma, 1486 – Sassuolo, 4 maggio 1521) è stata una nobildonna italiana e signora consorte di Sassuolo.
È il soggetto dell'omonima opera di Conrad Ferdinand Meyer.

## Biografia
Appartenente alla potente famiglia Borgia, era figlia illegittima di Don Guglielmo Llansol Borgia (in spagnolo: Jofré de Borja Llançol) ed era sorella del cardinal Lodovico. Cugina della duchessa Lucrezia Borgia, ne divenne damigella e confidente. Considerata una donna di grande eleganza e bellezza, era temuta da sua cugina per le sue numerose tresche amorose e per la sua malizia nel trarre vantaggio dai suoi ammiratori.
Fu oggetto di una disputa amorosa tra il cardinale Ippolito e suo fratello Giulio d'Este, come afferma Antonio Cappelli nella prefazione delle Lettere di Ludovico Ariosto. Pare che avesse suscitato la rabbia di Ippolito dicendogli "Monsignore, gli occhi di vostro fratello valgono più della vostra persona". Rimasta incinta di Giulio, partorì un maschio nel gennaio 1506, fu protetta da sua cugina Lucrezia, ma tale fortuna non la ebbe il suo amante: il 1º novembre 1505 infatti Giulio fu pugnalato agli occhi da un sicario di suo fratello Ippolito.

### Matrimonio
Grazie alle sue conoscenze, per Lucrezia non fu difficile trovarle un marito, in modo da porre fine alle sue peripezie. Il 6 dicembre 1506 Angela fu infatti data in sposa ad Alessandro Pio di Savoia, conte di Sassuolo, ricevendo una dote il cui totale ammontava a diecimila ducati d'oro. Il 24 marzo 1508 diede al marito un figlio legittimo, Gilberto, che in seguito avrebbe sposato Elisabetta d'Este, figlia proprio del cardinale Ippolito.
Morì nel maggio 1521.

## Discendenza
Angela ebbe un figlio illegittimo, proprio un virtù del quale venne per lei approntato un matrimonio riparatore: 
- Figlio (nato nel gennaio 1506). Il padre era, secondo i contemporanei e per quanto si poté provare, Giulio d'Este. Benché si sappia fosse un maschio, non ne è noto né il nome né la sorte.

Angela e Alessandro ebbero in seguito tre figli legittimi:
- Giberto II (1508 - 1554), successore nella signoria di Sassuolo;
- Camilla Alessandra, monaca a Ferrara;
- Eleonora, monaca a Ferrara.